# Poder latino
Poder latino es el cuarto álbum de estudio del grupo de nü metal/groove metal argentino, A.N.I.M.A.L.. Grabado y editado en 1998 en los estudios Indigo Ranch de Malibú, Estados Unidos y producido por Max Cavalera, líder de Soulfly y exmiembro de Sepultura.

## Lista de canciones
Todas las canciones escritas y compuestas por Andrés Giménez y Marcelo Corvalán, excepto donde se indique. 
| N.º   | Título                        | Escritor(es)                | Duración |  |
| 1.    | «Milagro»                     |                             | 3:55     |  |
| 2.    | «Familia (es la oportunidad)» |                             | 4:00     |  |
| 3.    | «Los que marcan el camino»    |                             | 4:06     |  |
| 4.    | «Poder latino»                |                             | 3:05     |  |
| 5.    | «Loco pro»                    |                             | 3:33     |  |
| 6.    | «Dejar de ser»                |                             | 2:03     |  |
| 7.    | «Latino América»              |                             | 4:55     |  |
| 8.    | «Gracias doy»                 |                             | 2:45     |  |
| 9.    | «Esclavos de ilusión»         | Corvalán Giménez Aníbal Alo | 2:58     |  |
| 10.   | «Aliento inocente»            |                             | 4:08     |  |
| 11.   | «Camouflage»                  |                             | 3:20     |  |
| 12.   | «Cop Killer»                  | Tracy Marrow Ernie Cunnigan | 3:59     |  |
| 13.   | «Fuerza para aguantar»        | Dee Dee Ramone Daniel Rey   | 2:48     |  |
| 14.   | «Cinco siglos igual»          | León Gieco L. Gurevich      | 4:35     |  |
| 52:46 |                               |                             |          |  |

Notas
1. ↑  En las versiones digitales y de streaming la canción se titula solamente «Es la oportunidad».
2. ↑  En las versiones digitales y de streaming la canción es retitulada como «Falsedad».
3. ↑  Cover de Body Count.
4. ↑  Cover de Ramones.

## Músicos
- Andrés Giménez: voz y guitarra.
- Marcelo Corvalán: bajo y voz.
- Andrés Vilanova: batería (no participó de la grabación del álbum).

## Ficha técnica
- Producido por Max Cavalera (ex cantante y guitarrista de Sepultura, Nailbomb y actual Soulfly, Cavalera Conspiracy).
- Coproducido por Richard Kaplan.
- Grabado y mezclado en Indigo Ranch Studio Recording, Malibú, Estados Unidos.
- Músicos invitados:
  - Jimmy DeGrasso (Suicidal Tendencies y Megadeth) (batería en temas 1 al 13).
  - Robert Trujillo (Suicidal Tendencies y Metallica) (bajo en tema 6).
  - Christian Olde Wolbers (Fear Factory) (contrabajo en tema 5).
  - León Gieco (voz en tema 14).
  - Luis Gurevich (piano en tema 14).
  - Chango Farias Gómez (bombo en tema 14).
  - Chuck Johnson, Rob Agnelo, El niño, Lindi Mc Abroos, Gino, Willy  (coros en temas 2 y 13).

- Datos: Q6081289